# Эстерхази, Миклош Иосиф
Князь Миклош Иосиф Эстерхази «Великолепный» (венг. Galánthai Esterházy (I.) Miklós József herceg; 18 декабря 1714 — 28 сентября 1790) — граф Форхенштайн, один из богатейших людей Венгрии, пятый князь Эстерхази-Форхенштайн, внук Пала Эстерхази, имперский фельдмаршал (16 апреля 1770 года).

## Биография
Как многие другие члены семьи, также выбрал военную карьеру.
В 1753 году командовал пехотным полком Андраши (1769 No. 33).
После смерти старшего брата Пала II Антала в 1762 году, он как новый глава семьи получил княжеский титул.
В 1764 году он был капитаном венгерской гвардии и принимал участие в коронации Иосифа II во Франкфурте-на-Майне. Подобно своим предкам Миклош в 1765 году стал рыцарем ордена Золотого Руна.
16 апреля 1770 года получил чин фельдмаршала.
Когда в 1778 году началась война за Баварское наследство, набрал 1200 солдат для поддержки императора в его владениях. В 1783 году император распространил княжеский титул на всех мужских потомков из линии Эстерхази-Форхенштейн.
Миклош состоял в браке с Мари Елизаветой Унгнад фон Вейссенвольф († 1790).
Широко известен как меценат; из основанной им в Айзенштадте музыкальной школы вышли Гайдн и Плейэль. Князь покровительствовал Гайдну, которого «унаследовал» от своего брата, нанявшего того в качестве вице-капельмейстера в 1761 году. Должность полного капельмейстера перешла к Гайдну после смерти занимавшего её Грегора Вернера (1693—1766) — одного из наиболее значительных австрийских композиторов своего времени. В обязанности Гайдна входило руководство ансамблем из 15—20 музыкантов и сочинение музыки по требованию князя Николауса.
Прозвищем «Великолепный» обязан великолепной летней резиденции Эстерхаза, в которую перестроил маленький охотничий замок Шюттёр (Süttör). Роскошный дворец и барочный сад стали называть венгерским Версалем. Летом 1773 года Миклош поразил свою гостью, императрицу Марию Терезию, блестящим праздником и «санной поездкой на посыпаемых солью дорогах». Как вспоминал потом Е. Ф. Комаровский, во время коронации её сына во Франкфурте «ничего не было богатее и великолепнее одеждою, как гвардия и свита князя Эстергази, после императора как короля богемского и венгерского».
Однако широкий образ жизни князя требовал больших расходов. Он оставил сыну и наследнику, Анталу (I) гигантские долги в 3,8 млн гульденов.